# Eugenia bocainensis
Eugenia bocainensis är en myrtenväxtart som beskrevs av Joáo Rodrigues de Mattos. Eugenia bocainensis ingår i släktet Eugenia och familjen myrtenväxter. Inga underarter finns listade i Catalogue of Life.